# Mesobiotus philippinicus
Espèce
Mesobiotus philippinicus est une espèce de tardigrades de la famille des Macrobiotidae.

## Distribution
Cette espèce est endémique des Philippines.

## Étymologie
Son nom d'espèce lui a été donné en référence au lieu de sa découverte, les Philippines.

## Publication originale
- Mapalo, Stec, Mirano-Bascos & Michalczyk, 2016 : Mesobiotus philippinicus sp. nov., the first limnoterrestrial tardigrade from the Philippines. Zootaxa, no 4126 (3), p. 411-426.